# Белебеевский педагогический колледж
Белебеевский педагогический колледж — государственное бюджетное образовательное учреждение среднего профессионального образования, расположенное в городе Белебей Республики Башкортостан.

## История
В 1914 году в Уфе открыта Уфимская чувашская учительская семинария, которую 1 ноября 1918 года возглавил организатор народного просвещения П. М. Миронов.
В 1920 году на базе учительской семинарии открыты русский и татарский трёхгодичные педагогические курсы, в 1922 году преобразованные в Приуральский чувашский педагогический техникум.
В 1930 году техникум переведён в город Белебей — центр компактного проживания чувашского населения Башкирской АССР.
В 1940 году техникум объединён с Белебеевским татарским педагогическим техникумом в Белебеевский татаро-башкирский педагогический техникум.
В 1941 году образовательное учреждение получило наименование Белебеевское педагогическое училище.
С 1969 года носило почётное наименование Белебеевское педагогическое училище имени 50-летия ВЛКСМ.
В 2001 году училище реорганизовано в государственный педагогический колледж (учредитель — Министерство образования Республики Башкортостан).
В здании колледжа, построенном в 1912 году и являющемся памятником архитектуры, ежегодно проводится межрегиональный фестиваль «Родники вдохновения», вручается литературная премия имени Фатыха Карима.

## Специальности
В колледже реализуются государствкенные образовательные программы среднего профессионального образования:
- «Преподавание в начальных классах» с присвоением выпускникам квалификации «Учитель начальных классов»;
- «Дошкольное образование» с присвоением выпускникам квалификации «Воспитатель детей дошкольного возраста»;
- «Коррекционная педагогика в начальном образовании» с присвоением выпускникам квалификации «Учитель начальных классов и начальных классов компенсирующего и коррекционно-развивающего образования».

Обучение осуществляется в очной (по всем специальностям) и заочной (по программе «Дошкольное образование») формах.

## Условия обучения
В распоряжении обучающихся имеются:
- библиотека с фондом свыше 7,5 тысяч томов;
- читальный зал с выходом в «Интернет»;
- оборудованный спортивный зал;
- кабинеты информационно-вычислительной техники;
- столовая на 100 мест;
- студенческое общежитие на 450 мест;
- предметные и досуговые кружки, спортивные секции, творческие и педагогические мастерские.

## Известные преподаватели и выпускники
В техникуме трудились кандидат сельскохозяйственных наук С. С. Умов, заслуженный деятель науки Узбекистана, профессор А. С. Ефимов, организатор пионерского движения Г. А. Акимов.
Среди выпускников — поэт-фронтовик, классик татарской поэзии Фатых Карим, заслуженный художник Чувашии И. Т. Григорьев, Герои Советского Союза П. Е. Васильев и К. Д. Андреев, физик-ядерщик, кандидат технических наук Т. Г. Фёдоров, организатор Дома-музея К. В. Иванова, краевед П. Н. Кудряшев, писатели И. Н. Давыдов-Ирхи и Ф. Н. Вуколов-Эрлик, редактор фронтовых газет И. Т. Гурьев, доктор физико-математических наук Ф. П. Васильев, доктор исторических наук, академик Ю. Н. Никифоров, доктор биологических наук В. Ю. Горбунова, кандидат филологических наук Ю. М. Виноградов.